# Període romà a Catalunya
El període romà a Catalunya és el període següent al període iber. Comença el segle iii aC amb la romanització i va acabar amb la invasió dels visigots. El territori a l'arribada dels romans estava compost per un conjunt de tribus íberes i colònies hel·lèniques, i no seria fins segles després que es formaria el que avui entenem com Principat de Catalunya.

## Antecedents
L'any 237 aC, els cartaginesos començaren la seva penetració militar pel sud de la península Ibèrica, que acabà el 227 aC amb l'establiment d'un estat amb capital primer a Akra Leuka i després a Mastia, reanomenada posteriorment com Carthago Nova. El 231 aC una ambaixada romana tingué lloc a Hispània per tractar amb el cabdill cartaginés Amílcar mentre els saguntins, aliats de la República romana des del 230 aC, també enviaren ambaixadors a Roma. L'any 229 aC Àsdrubal va succeir Amílcar en el comandament del nou estat cartaginès a Ibèria i va convenir el 226 aC en el Tractat de l'Ebre signat amb Roma que el límit nord d'aquesta expansió seria l'Ebre. En el tractat de 348 aC la zona entre Mastia i l'Ebre havia estat oberta al comerç romà.

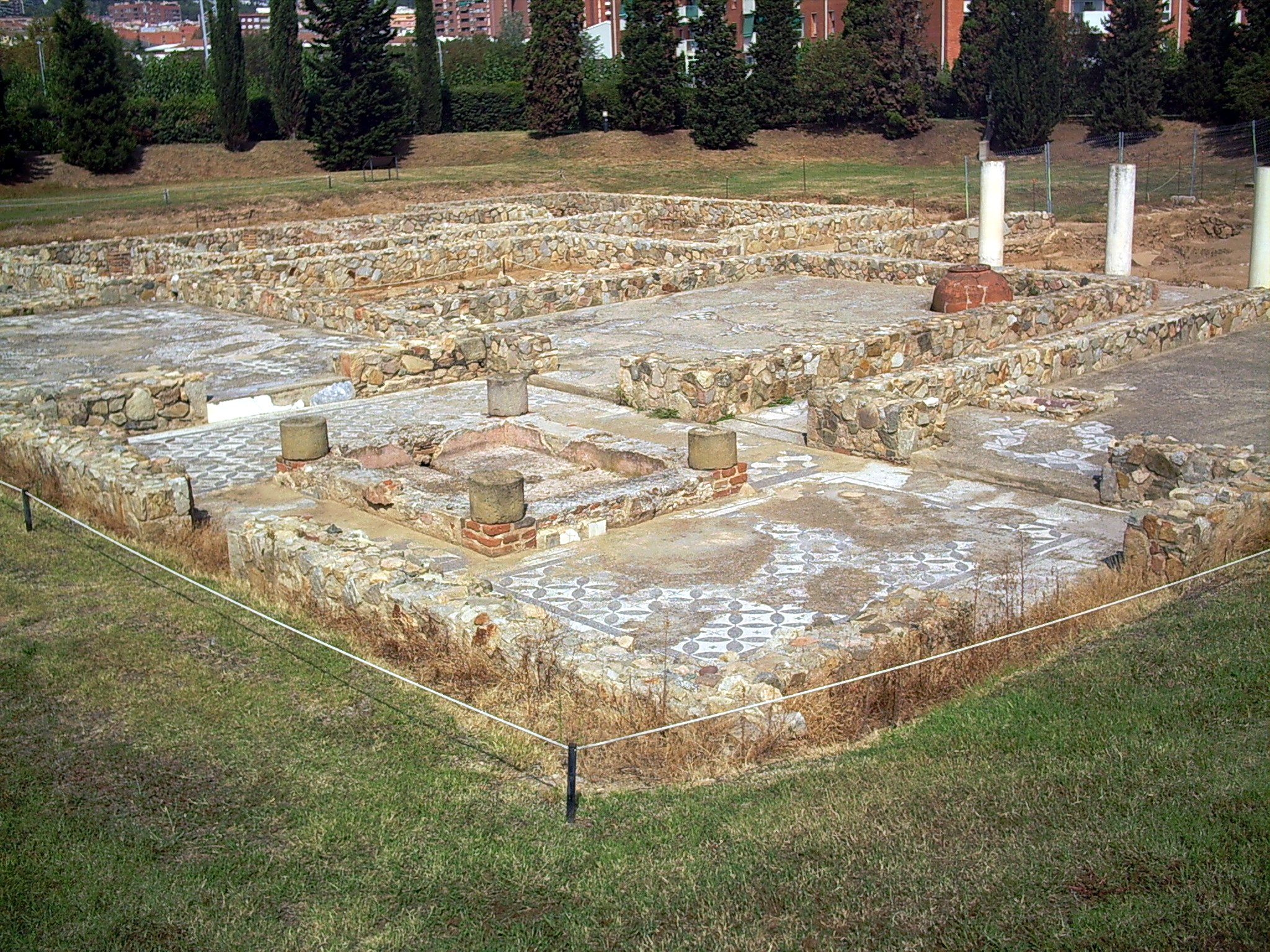
Vil·la romana de Can Llauder, a Mataró, (dC.

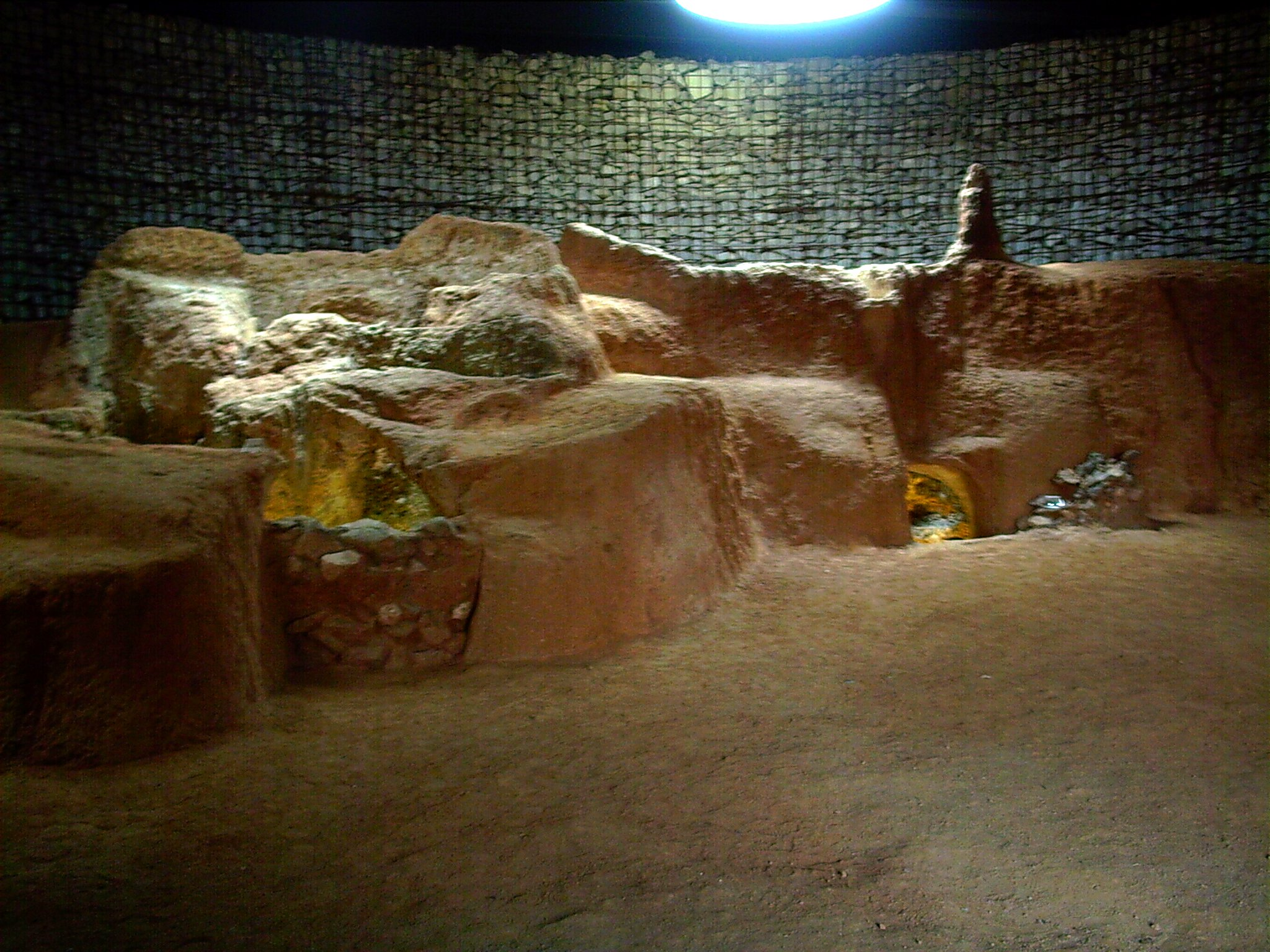
Forns romans de la Fornaca de Vilassar de Dalt, (segles i dC).

Després de la conquesta de Saguntum, ciutat aliada dels romans, per les tropes púniques liderades per Hanníbal el 218 aC, va esclatar la Segona Guerra Púnica, que duria al ple domini romà de la península Ibèrica.
Els romans van ser els qui van estructurar bàsicament el territori de Catalunya tal com avui l'entenem, tant pel que fa a les infraestructures com a la creació de ciutats. La Hispània Citerior fou una de les dues províncies en què es va dividir la península Ibèrica després de la conquesta romana. Va ser creada el 197 aC, i s'hi inclou l'actual territori de Catalunya.
Amb la conquesta de Rode i Emporion, i la presència a la costa de municipis com Iluro i Baetulo, als quals s’afegiran a l’inici de l’Imperi les colònies de Bàrcino, Tarraco i, posteriorment, Ègara, afavoriran la consolidació de nuclis urbans importants, que a la vegada articulen l’ocupació d’un ager (camp) a través de nombroses vil·les que, sense constituir grans fundus (fundacions) constituiran una veritable teranyina que aprofita de manera notable les possibilitats del medi.
L'increment de territori controlat per Roma i l'enriquiment que això produïa en els seus governants va conduir a una etapa molt convulsa entre els segles II i I aC, que van transformar la República Romana en Imperi Romà quan August va vèncer tots els seus enemics el 31 aC, i en proclamà la reforma el 13 de gener de l'any 27 aC. En virtut d'aquesta reforma s'encarregava del proconsulat de totes aquelles províncies que tenien acantonades legions (prenent així el comandament de tot l'exèrcit), i d'Octavi mateix dependrien els oficials i soldats. Hispània va ser dividida en tres províncies: Tarraconense, Bètica i Lusitània.

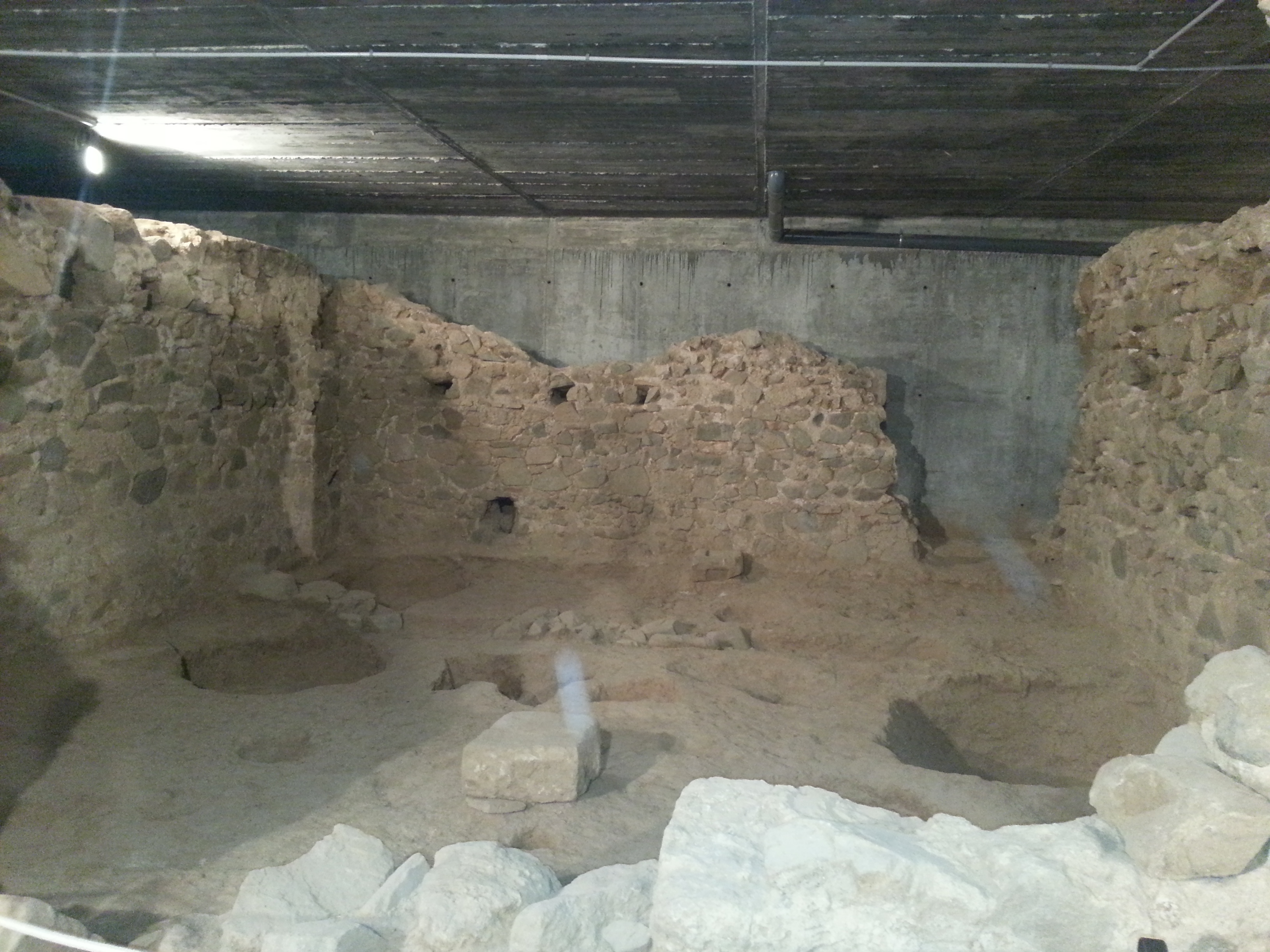
Jaciment romà de Can Farrerons a Premià de Mar (segle V dC)

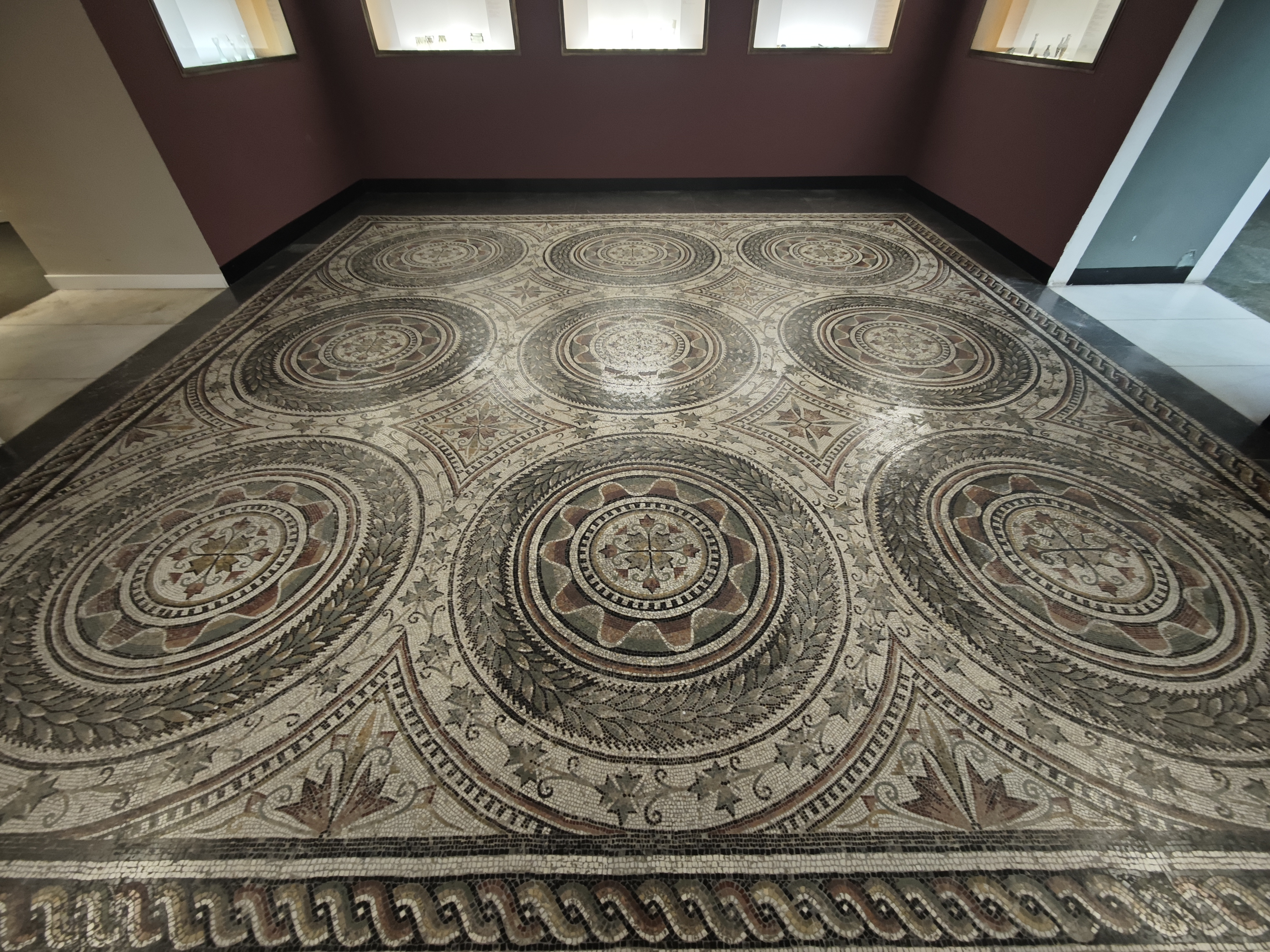
Mosaic trobat a la Vil·la romana de Cal Ros de les Cabres - [https://mac.colleccions.cat/objecte/mac-bcn-023189/ MAC BCN-014744

La pressió dels huns, que liderats per Àtila van arribar a les portes de Roma, va empènyer les tribus germàniques cap a l'Europa occidental. Per intentar fer front a aquesta crisi, a la mort de Teodosi I el Gran va deixar la part occidental (on es trobava Hispània) de l'imperi al seu fill Honori, i la part oriental al seu fill Arcadi. La invasió va precipitar la Caiguda de l'Imperi Romà d'Occident el 476.

## Conquesta romana
Aníbal, que havia succeït Àsdrubal el 221 aC, en assaltar i sotmetre Saguntum, va trencar el Tractat de l'Ebre i esclatà la segona Guerra Púnica. El cartaginès va recórrer la costa del llevant peninsular i va contreure pactes amb molts pobles indígenes; va traspassar els Pirineus i els Alps i entrà a Itàlia, on infringí una sèrie de derrotes als exèrcits de Roma. A Ibèria restava Àsdrubal Barca com a lloctinent al sud, mentre Hannó controlava l'àrea al nord de l'Ebre.

Zones d'influència el 218 aC

El 218 aC la República Romana decidí tallar els subministraments i la ruta de retirada de l'exèrcit cartaginès. Gneu Corneli Escipió Calb comandant 60 naus, 10.000 infants i 700 genets, uns 30.000 homes en total (equivalent a quatre legions) desembarcà a Emporion, factoria grega aliada dels romans, i es dirigí per terra seguint la via Heraclea, cap a Cissa on derrotà les forces cartagineses i hi establí una base militar, on després s'aixecaria la Tarraco romana. Després marxà cap a l'Ebre, on esclafà els contingents púnics d'Asdrúbal en una batalla naval a la seva desembocadura. Aprofità la campanya per segellar pactes d'amistat amb els pobles indígenes i renovar els antics, i contractar mercenaris ibèrics. Poc després el seu germà Publi, que havia acudit amb ell com a legat, marxà a la costa etrusca per mar quan s'assabentà que Aníbal havia creuat els Alps, però tornà a Hispània el 216. Publi també va contreure pactes personals amb cabdills com Indíbil, reietó dels ilergetes. Així, els dos germans Escipions, entre el 216 i el 212, seran els comandants en cap de les tropes romanes a la península, front a l'exèrcit púnic comandat per Asdrúbal i Magó. En aquests anys aconseguiren sotmetre els pobles de la costa catalana, derrotar Àsdrubal en la batalla d'Ibera el 215 aC, conquerir Saguntum el 212 aC i establir definitivament el seu quarter general a Tarraco, fins que foren derrotats i morts pels cartaginesos el 211 aC en terres de l'actual Sierra Morena.
El 210 aC arribà Publi Corneli Escipió Africà Major, fill de Publi, que volia venjar la mort "del seu pare, del seu oncle i el de la pàtria", amb 10.000 infants, 1.000 genets i 28 naus militars. S'enfrontà amb els cartaginesos, que comptaven amb 25.000 soldats d'infanteria i 2.500 genets, i el 209 aC aconseguí prendre Cartago Nova, la capital púnica a Hispània, cosa que va fer que Magó es rendís al romà, i que Escipió n'aconseguís un important botí. Posteriorment va instal·lar-hi una guarnició. Dues altres grans victòries de la República Romana contra els cartaginesos foren les de Baecula el 208 aC, i la d'Ilipa el 207 aC.

## Els pactes entre els romans i els cabdills indígenes
Entre el 218 aC, data del desembarcament a Emporion, i el 197 aC, any de la primera organització administrativa del territori en dues províncies, ens trobem amb una etapa militar de pura conquesta territorial. Els pobles de la costa es mostraren des de bon principi favorables a l'acció romana, ja que, entre altres raons, patien sovint les incursions de les tribus filopúniques de l'interior. Escipió l'Africà va establir pactes personals amb els cabdills ibèrics de la costa llevantina i l'actual Catalunya, tal com ja havien fet Gneu i Publi anys enrere. Els pactes no eren entre estructures polítiques o "nacions", per la qual cosa, en morir un dels dos contractants, finalitzava la relació de fidelitat i sovint esclataven rebel·lions. Els romans aprofitaven la deuotio ibèrica, mitjançant la qual els guerrers es lligaven al seu cap fins a la mort, per crear clienteles entre la societat ibèrica. En comptes de la paraula rex (rei), tan desagradable per a la mentalitat romana, Escipió va crear el títol d'imperator (el qui mana) perquè fos utilitzat pels indígenes en referir-se a ell.
Durant els primers anys de la seva presència, s'havien exigit ostatges als indígenes per assegurar-ne la fidelitat. Els cabdills que s'havien destacat per la seva afecció al bàndol dels conqueridors adquiririen com a premi la ciutadania romana i prenien el nom del cap al qual havien servit. Una de les clàusules dels tractats era que els soldats que estaven al servei d'aquests caps indígenes passaven a formar part de les tropes auxiliars de l'exèrcit romà, i també eren recompensats després del seu servei amb la ciutadania romana. Alguns indígenes podien ser acollits en l'orde eqüestre i fins i tot arribar a ser senadors. Els romans, igual que els cartaginesos i tots els altres pobles de l'antiguitat, practicaren una política de saqueig de quasi totes les ciutats que prenien amb el resultat de grans botins i massacres de la població conquerida. Per altra banda, aconseguiren també una gran quantitat d'esclaus en aquestes guerres, que aviat foren comercialitzats pels mangones (mercaders de persones).
El 206 aC cauria la gran ciutat fenícia de Gadir i es completava el domini romà sobre les possessions púniques. Es va produir una sublevació dels reietons Indíbil i Mandoni contra Escipió, que no fou sufocada fins al 205 aC.

### Les primeres mesures de control del territori
El 206 aC, després de la conquesta de Gadir, que significa la derrota dels cartaginesos a sòl hispànic, la república romana decideix incorporar definitivament la península als seus dominis, per explotar la seva gran riquesa minera en metalls com or, plata i coure, amb la confiança a Escipió l'Africà dels assumptes d'Hispània, i es funda Italica, la primera ciutat romana amb veterans de l'exèrcit.
Després que Marc Juni Silà acabés d'expulsar els cartaginesos de la península hispànica, s'hi establiren dues legions a fi de controlar l'ordre, fins al 201 aC, en què segons alguns autors només n'hi roman una de sola. Es va sotmetre el territori al pagament de tributs i es reorganitzà en dues prouinciae des del 197 aC. Després de sufocar la gran revolta indígena, s'establiren nombrosos llocs de vigilància, juntament amb els presidis ja existents d'Emporion i Tarraco, acompanyats d'una gran presència militar.

### L'establiment dels primers tributs

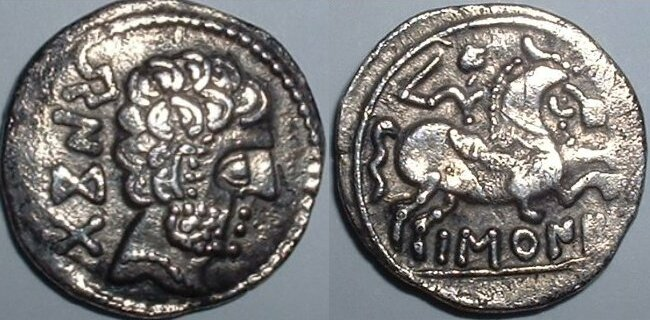
Moneda hispana amb escriptura ibèrica del segle I o II aC

Entre el 218 aC, any de l'arribada dels romans, i el 212 aC, aparegueren les dracmes iberoromanes, encunyades a Empúries i a altres seques, que són molt uniformes quant a estil. A Barcelona cal destacar les de la llegenda Barkeno en lletres ibèriques, de connotacions púniques, que foren actives fins al primer quart del segle ii aC.
A partir del 205 aC, després de la derrota d'Ilipa, les autoritats romanes sotmeteren els indígenes al pagament d'un stipendium, un impost de caràcter conjuntural, començant una etapa tributària que s'organitzaria definitivament després de la divisió provincial del 197 aC. Els tributs es pagarien tant en moneda com en espècies. A principis del segle ii aC, les monedes de plata i bronze de tota Hispània quedaren unificades sota el patró del denari ibèric, que seguia el mateix sistema metrològic que el romà, però amb escriptura ibèrica, encunyades pels romans, de manera que els poblats desenvoluparen la seva activitat econòmica dins el marc imposat pel dominador romà. El principal ús d'aquestes monedes era el de pagar tributs a les noves autoritats romanes, però també servirien per satisfer el sou als soldats establerts a les nostres terres.

## La conversió del territori en província

Primera divisió provincial d'Hispania

El 197 aC es decidí dividir el territori ja incorporat a la República Romana en dues províncies pretorianes. La Hispània Citerior, amb capital a Carthago Nova, abraçava el que ara són els Països Catalans, Múrcia i Andalusia oriental, afegint a finals del segle ii aC les terres conquerides a la Gàl·lia meridional. La Hispània Ulterior comprenia Andalusia occidental, i estava separada de la Citerior pel saltus Castulonensis, l'actual Sierra Morena i Despeñaperros, prop de la ciutat ibèrica de Castulo.
Els primers anys el governador de les províncies fou un pretor i en excepcionalment, un cònsol. Els primers pretors que se'n varen fer càrrec foren Gai Semproni Tudità a la Citerior i Marc Helvi Blasió a la Ulterior. A mitjan segle ii aC se'n va fer càrrec un propretor o bé un procònsol, envoltats per un conjunt de legats i qüestors, a més d'altres funcionaris que ells mateixos escollien. El propretor o procònsol era el jutge suprem en els assumptes de la seva província i assegurava el funcionament de la justícia en els tribunals de les ciutats i estava facultat per emetre edictes sobre fiscalitat i relacions financeres dins l'àmbit provincial. El Senat romà controlava en última instància l'actuació del governador que, al final del seu mandat, havia de retre comptes davant els patres conscripti i podia ser sotmès a un procés criminal en cas d'irregularitats en la gestió.
Els publicans, encarregats de la recaptació de recursos econòmics, moltes vegades de manera abusiva vers la població local, molts d'ells pertanyents a l'orde eqüestre i agrupats en societats, no estaven vinculats a la figura del governador.

### Presidis, llocs de vigilància i efectius militars
En el sistema republicà ancestral, els legionaris eren els petits propietaris de terres. Al necessitar-se més camperols-soldats per les necessiats de la república, si desapareixien els camperols lliures, l'existència mateixa de l'exèrcit perilla, i això fou solucionat per les reformes de Gai Mari, que creà un exèrcit professional a finals del segle ii aC i assignà terres als veterans.
L'exèrcit romà s'alimentava només amb els productes agrícoles locals (el blat iber), i d'aquí el gran nombre de camps de sitges datats en aquesta època. A Roma li interessava tenir controlada la nostra zona, car oferia una gran rendibilitat pel que fa als productes del camp i era la població autòctona la que explotava aquest territori, controlat per fortificacions. A més, la major part del territori fou declarat ager publicus, és a dir, administrat directament per la República romana.. Fins ben entrat el segle ii aC, es manté el presidi militar de Tarraco per controlar la zona recentment annexionada i com a base d'operacions de l'exèrcit romà. Altres fortificacions importants que els romans instal·laren foren les d'Olèrdola i la que constituïra temps després la ciutat d'Empúries.
Es calcula que entre 197 aC i 169 aC s'incrementà notablement la presència militar a Hispània, establint-se quatre legions el 187 aC i el 168 aC amb 251.400 soldats, entre ells 85.500 ciutadans i 165.850 aliats.

### La gran revolta indígena
El 197 aC va esclatar una gran revolta a tota l'àrea conquerida. En marxar Escipió l'Africà després de les seves campanyes hispàniques, els caps ibèrics que l'havien recolzat van considerar que només els unia una relació personal amb el seu rex Escipió. Una altra teoria defensa que la revolta va ser originada potser per la imposició d'un tribut regular anual.
La República va enviar Gai Semproni Tudità i Marc Helvi Blasió, però fins al 195 la rebel·lió no fou sufocada per Marc Porci Cató Censorí, que desembarcà a Empúries amb dues legions, 8.000 italians i 800 genets, i es dirigí cap a Tarraco. Després de l'exemplaritzant victòria en la batalla d'Emporion, els romans van ordenar que els ibers esfonsessin les muralles sota pena de ser reduïts a l'esclavitud, i ho feren els oppida dels voltants de l'Ebre. Els poblats de l'interior del que ara és Catalunya, desapareixeren definitivament.

### Organització del territori
Els ciutadans romans en terra estrangera s'organitzeren en conuentus ciuium romanorum. La primera organització dels assentaments agraris romano-itàlics se situa a la segona meitat del segle ii aC, perquè abans de la Guerra Social la legislació romana no consentia l'establiment massiu de colons fora d'Itàlia tret d'excepcions.
El procés de jerarquització entre assentaments grans i petits va ser afavorit per Roma a fi d'implementar el seu model territorial. Uns es veuran afavorits per la presència romana i altres desapareixeran. Els assentaments indígenes que es veieren afavorits per la presència romana adoptaren els nous patrons constructius romans. Els excedents agrícoles dels nous jaciments que apareixen o que es desenvolupen serviran per fer front als pagaments en espècies que exigia el manteniment de les tropes romanes mitjançant camps de sitges.
La via romana més antiga documentada epigràficament a la península és la que enllaçava els poblats d'Iluro i el d'Ausa, construïda entre el 120 i el 110 aC.
A mitjan segle ii aC comencen a arribar monedes procedents de la seca de Roma, de les que al segle i aC es troben en abundància i la del nom del magistrat monetal, i la fi de l'ús de l'escriptura ibèrica a les monedes d'Hispània se situa cap al 44 aC, després de la mort de Juli Cèsar.
Després de la conquesta de Numància el 133 aC, la República Romana decidí reestructurar el nord-est de la península i integrar les comunitats indígenes. L'actual Catalunya estava inclosa a la Hispània Citerior, governada per pretors, amb el centre polític i administratiu a Tarraco. El procés s'accelerà encara més el 121 aC després de la conquesta de la Gàl·lia Narbonesa.

## El gran impuls romanitzador delsegleiaC

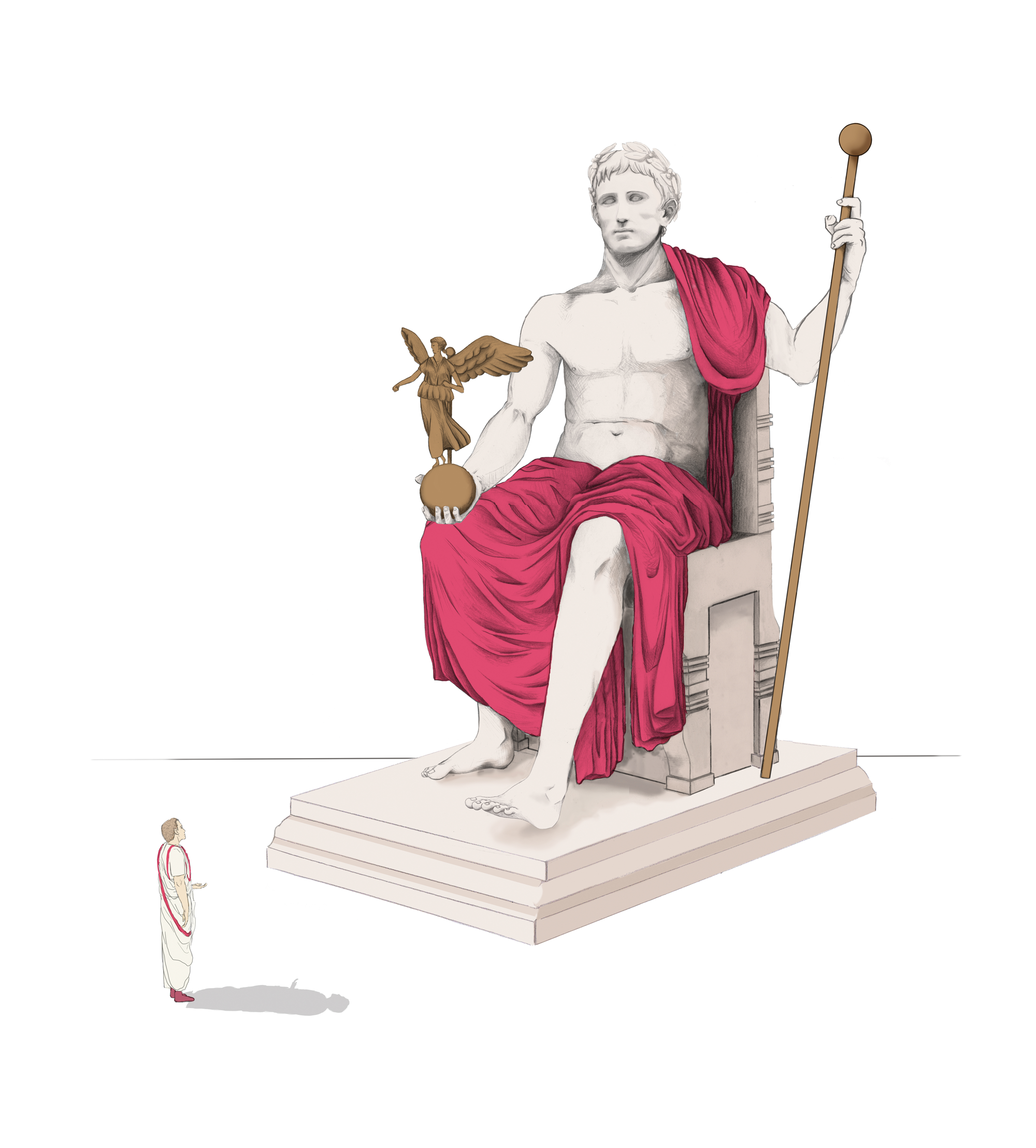
Recreació de l'estàtua colossal d'August divinitzat que presidiria el recinte de culte del Fòrum Provincial de Tàrraco.

Entre finals del segle ii aC i la primera meitat del segle i aC naixeren els primers nuclis de caràcter urbà de tipus itàlic a la costa, dels que tots els colons eren ciutadans romans procedents del centre d'Itàlia. El 90 aC, la Julia de civitate italis va atorgar els drets de ciutadà romà als que s'havien mantingut fidels a Roma en la Guerra Social, i als qui se sotmetessin. Molts aliats dels romans van assolir els drets de la ciutadania i s'impulsà en el pla social la romanització. Hispania oferia unes condicions favorables per treballar el camp en les seves fèrtils terres de les valls de l'Ebre i el Guadalquivir, un panorama polític més tranquil que en temps anteriors i una gran riquesa mineral, que van propiciar l'inici i desenvolupament d'un vast projecte colonitzador estimulat amb les lleis agràries promulgades a Roma durant la primera meitat del segle que repartiren lots de terra, l'ager assignatus que quasi sempre provenia de l'ager publicus (terra estatal conquerida), entre els veterans italians, que constituïen la capa dirigent de les noves ciutats, i aconseguir clienteles. També hi residien immigrants itàlics sense ciutadania i comerciants.
La forta presència romana en el nostre territori causada per les guerres civils de la primera meitat del segle I aC accelerà els canvis que havien començat al segle anterior. Durant el primer triumvirat (Juli Cèsar, Cras i Pompeu) les províncies hispàniques foren assignades a aquest últim, però molts pobles del nord-est peninsular abraçaren la causa de Quint Sertori, contrari a Pompeu, que el 77 aC fou enviat a la Citerior i de seguida es va fer amb la costa entre els Pirineus i la desembocadura del Llobregat. Lluità contra Sertori fins que finalment, el 72 aC, aquest fou mort a Osca. Pompeu va concedir la ciutadania romana a molts indígenes afectes i va haver de fundar nuclis de població com Gerunda i Iluro, a fi d'assentar-los, juntament amb els veterans que lluitaren al seu costat.
A partir de mitjans de segle Juli Cèsar tingué un paper preponderant en la romanització d'Hispània, els repartiments de terres prengueren més importància, sent l'exèrcit el principal instrument d'assentament d'italians i romans a les noves terres conquerides i creixé el nombre de proletaris desposseïts de terres d'Itàlia. Als colons beneficiaris de les reparticions cesarianes els eren assignades 10 iugades de terra (2,5 Ha) per família i procediren a la parcel·lació del terreny que envoltava els nous nuclis i al cultiu intensiu de la vinya. A més de la vinguda de colons hi afluïren capitals i interessos econòmics i nous assentaments foren fundats pels triunvirs Octavià, Marc Antoni i Lèpid.
La urbanització donarà com a resultat la implantació del sistema basat en la ciutat i el seu territori i s'amollonaren les vies principals, consolidant-se circuits comercials estables entre el món ibèric i Itàlia, afavorint l'orientació al mercat de la nova agricultura de plantació i la progressiva monetarització de l'economia. En la primera meitat del s. I aC es creen les mansiones o parades a la via Heraclea, car per anar dels Pirineus a Tarraco, els exèrcits romans preferien la ruta terrestre a la marítima. Gairebé la majoria dels poblats desapareixen a mitjan segle I aC a causa de la fundació de les noves ciutats romanes, lligades a l'agricultura de plantació de model itàlic, que va fer desaparéixer les explotacions domèstiques indígenes i provocaren el col·lapse dels assentaments ibèrics.

## L'imperi romà

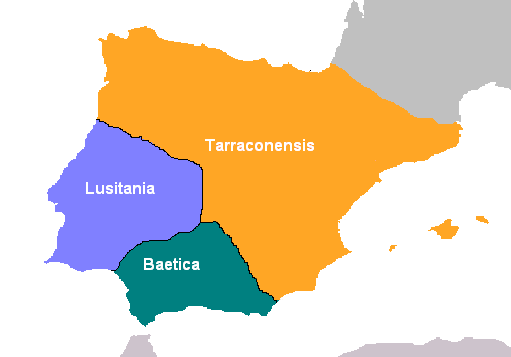
Segona divisió provincial d'Hispania

Amb l'atorgament del títol d'August a Octavià pel senat després de la seva victòria a la Tercera Guerra Civil Romana el 27 aC comença l'Imperi Romà, es creà la província imperial Citerior Tarraconensis amb capital a Tarraco, la més gran de tot l'imperi, abastant al Nord els Pirineus, el Cantàbric i el que ara és Galícia, i a la costa mediterrània Cartago Nova. Els límits amb la Bètica i la Lusitània, les dues altres províncies hispàniques creades per August discorrien entre el mont Solori, els monts Oretans, els Carpetans (part nord de la serra de Guadarrama) i els dels àsturs.
La Tarraconense, controlada directament per l'emperador tenia com a màxima autoritat a la província un llegat de l'emperador. Al front de la hisenda hi havia aun procurador de rang Cavaller romà. Per mantenir l'ordre militar, en un principi a la Tarraconensis hi havia tres legions però el 74, en època de Vespasià només es mantenia la Legio VII Gemina, que quedaria fins a la fi de l'imperi.
La Tarraconensis estava dividida en set conventus creats a l'època d'August i vigents fins al 288 amb la reforma de Dioclecià, eren demarcacions administratives per a l'administració de justícia, culte imperial i la recaptació fiscal, i possiblement eren districtes de cens, reclutament de tropes i realització d'obres públiques. El que aproximadement és ara Catalunya i el nord del país valencià era el Conventus Tarraconensis i el centre del País Valencià, mentre el conventus Carthaginensis formaria la resta del país valencià.

### La societat en època de l'Alt Imperi
En època d'August el model social romà va ser exportat de manera definitiva a les poblacions de la majoria de les províncies que integraven l’imperium, entre elles la Tarraconensis, on la romanització ja fou plenament consolidada i el dret a la ciutadania romana fou molt més àmpliament concedit a famílies i individus de les capes altes indígenes a fi de consolidar el nou ordre. S'esdevenia ciutadà per naixement, per haver servit en tropes auxiliars, per ser un esclau manumitit (alliberat) o bé per lliure decisió del poder imperial. Començà l'època de l'anomenada Pax romana.
Els ciues romani es dividien en ordes amb diferents drets i obligacions, marcades per l'acumulació de capital en terres, que possibiliten la ràpida ascensió cap a estrats superiors. Els ciutadans més rics pertanyien als ordes senatorial (el més alt), l'eqüestre i el decurional. Cada orde o rang tenia. Els ordes senatorial i eqüestre tenien funcions directives a l'administració central de l'imperi i el decurional era encarregat del govern de les ciutats.
Moltes persones lliures no gaudien del dret de la ciutadania: als pelegrins (ciutadans de colònies romanes, sense tots els drets dels romans), estrangers o súbdits d'estats vassalls, mentre que els lliberts i els esclaus integrarien la base d'aquesta piràmide.
La plebs rustica, la població que habitava el camp, es dividia en esclaus, lliberts i ingenus (persones nascudes lliures). Els indígenes de l'actual Catalunya assoliran millors oportunitats d'adquirir la ciutadania romana a la segona meitat del segle i, amb la concessió per part de l'emperador Vespasià de l'ius latii minus, és a dir, el dret llatí, a tots els ciutadans lliures d'Hispània, de manera que els magistrats de les ciutats amb ius latii, la seva família i els seus descendents passaven a ser automàticament ciutadans romans de ple dret, encara que la major part de la població d'aquests municipis eren peregrins. L'emperador Claudi, que es destacà pel seu tracte de favor als provincials, especialment als gals, concedí als hispans la immunitat i l'exempció d'impostos.

## La crisi delsegleiii
Caracal·la, l'any 212 proclamà la Constitutio Antoniana, va atorgar la ciutadania a tots els habitants lliures de l'imperi (els esclaus en quedaren exclosos). L'exèrcit esdevingué una peça clau per frenar el contingent bàrbar i les despeses de les guerres faran que la hisenda imperial esdevingui cada vegada més exigua tot i que els impostos eren cada vegada més necessaris, i va créixer el poder dels militars dins la societat romana en una època convulsa en la qual van ser freqüents les usurpacions i els curtíssims mandats dels emperadors. No obstant això, el poder de l'emperador començava a ser considerat com a diví.
A finals del segle ii aparegueren a Hispània les grans villae rusticae, vil·les autosuficients i amb grans comoditats per als seus propietaris. La creixent concentració de la propietat agrària farà que en aquesta època s'agreugi a Occident la gran divisió social entre els grans propietaris i les persones més pobres i dins la classe social més baixa, lliures i no lliures assoliren condicions de vida semblants. Els camperols pobres, que abans havien estat persones lliures, o bé es passaren a les files dels bagaudes (bandits) o bé s'aferraven a la protecció dels terratinents (colons). El sistema del colonat, basat en un contracte entre terratinent i colón, pel que el primer arrendava una parcel·la per cinc anys a canvi d'una suma de diner, havia començat a Itàlia possiblement a finals del segle i aC, com a manera de protegir-se de les exaccions fiscals del cada vegada més precari estat imperial i això farà que cada vegada més disminueixin els contribuents. A partir del segle iii, els contractes de colonat varen transformar-se cada vegada més en perpetus fins que a partir de Dioclecià (284-305) aquesta situació esdevingué de iure. Així els grans propietaris s'asseguraven que els colons paguessin i no escapessin de les seves terres.
Un altre fenomen que comença a tenir efectes a la Tarraconense és l'aparició de les primeres comunitats cristianes en aquest segle iii. A les nostres terres la nova religió penetra amb Sant Fèlix de Girona i Sant Cugat.
Durant el regnat de Còmmode bandes de soldats desertors a causa de la duresa de les lleves i de les lluites contra els invasors assolaren Hispània i a partir de la segona meitat del segle ii començà la pressió dels pobles bàrbars a les fronteres de l'imperi, iniciant una crisi econòmica que s'agreujaria a l'època dels Severs. Els pobles germànics arribaren a la Tarraconense la segona meitat del segle iii i les invasions, esmentades per Aureli Víctor, Eutropi, Orosi, Nazari, Jerònim i Pròsper Tir, van ocasionar un gran trasbalsament i provocant la ruïna de les ciutats de la costa i la desaparició de molts uici o agrupacions rurals que no tenien rang administratiu. Les primeres ràtzies arribaren entre el 253 i el 257 i estaven constituïdes per grups de francs i alamans. Una segona invasió més devastadora va tenir lloc vers el 260 i el 261, en la qual ciutats com Bàrcino van haver d'edificar muralles a cuita-corrents i Tarraco fou destruïda quasi totalment el 260. Als invasors germànics se'ls uniren part de les classes populars molt descontents amb el creixent poder dels grans terratinents, i la pressió fiscal de l'estat.
Entre el 261 i el 269 es va proclamar com a escissió de l'imperi, l'Imperi Gàl·lic del que la província Tarraconense va entrar a formar part. Aquesta zona irredempta abraçava tota la Gàl·lia i part de Britànnia, Germània i Hispània. Finalment, una tercera incursió dels francs es va produir entre el 276 i el 279. L'abandó de terres a l'imperi s'agreujarà a partir del segle iii.

## Els visigots
Els visigots van entrar a la Península el 415 però els seus costums ja estaven fortament romanitzats i, per tant, van respectar les tradicions locals excepte la religió, car van imposar l'arrianisme com a religió d'estat. La província de Galícia va quedar pels sueus, que van establir el Regne dels sueus, però la resta, tret d'una part de la Tarraconense van restar com a províncies de l'Imperi fins a la seva abolició el 476. Els visigots van establir el Regne de Tolosa amb un sistema de dos nacions amb un territori i els antics ciutadans romanitzats van restar subjectes a les lleis romanes i els gots eren subjectes de la llei germànica. Expulsats de la Gàl·lia després de la batalla de Vouillé el 507, la capital es va establir a Bàrcino i després a Toledo i el regne visigot fou conegut com a Regne de Toledo. Aquest reialme de Toledo també incloïa l'anomenada Septimània, regió que tenia com a capital Narbona. Encara que de fet és una etapa de transició, gran part de la historiografia moderna ja considera aquests segles gots com a part de l'edat mitjana.